# Slaget vid Tigranakert
Slaget vid Tigranakert var ett militärt slag den 6 oktober 69 f.Kr. mellan romerska trupper under konsuln Lucius Licinius Lucullus och armeniska trupper under kungen Tigranes II. Armenierna förlorade och romarna intog Armeniens huvudstad Tigranakert.
Slaget var den del av Tredje mithridatiska kriget som utkämpades mellan det romerska riket och Mithridates av Pontus, vars dotter Cleopatra var gift med Armeniens kung Tigranes II. Mithridates flydde från romarna och sökte skydd hos sin svärson, varefter den romerska armén invaderade Kungariket Armenien. Efter att först ha belägrat det väl befästa Tigranakert drog sig de romerska styrkorna tillbaka på andra sidan en flod i närheten, när den armeniska armén närmade sig. Romarna gick över floden på  vadställe och föll armenierna i ryggen i dess högra flank. Efter det att de romerska fotsoldaterna besegrat de armeniska katafrakterna, löstes resterande del av den armeniska armén upp.

## Bakgrund
Tigranes II:s expansion in i Främre Orienten fick till resultat att det armeniska riket kom att sträcka sig över nästan hela regionen. Med sin svärfar kung Mithratides som allierad säkrades hans rike västerut, vilket gjorde att Tigranes gavs möjlighet att erövra territorier i det partiska riket och i Mesopotamien och lägga under sig områden i Levanten. Han grundade en ny huvudstad i Syrien, Tigranakert, som han namngav efter sig själv, och befolkade den med bland andra tvångsinflyttade araber, greker och judar. Staden kom att blomstra som ett viktigt centrum för hellenistisk kultur med teatrar, parker och jaktmarker.  
Den armeniska hegemonin i regionen bröts av en serie romerska segrar i de romersk-mithridadiska krigen. De båda nationerna hade varit i konflikt under decennier, men under det tredje mithriadadiska kriget fick de romerska arméerna under Lucullus betydande framgång mot Mithridates VI, vilket tvingade honom att söka skydd hos sin allierade, den armeniske kungen Tigranes II. Lucullus sände en ambassadör vid namn Appius Claudius med begäran att Tigranes skulle överlämna sin svärfar. När Tigranes vägrade, invaderade Lucullus Armenien, utan att ha fått mandat från Senaten i Rom.

## Belägring av Tigranakert

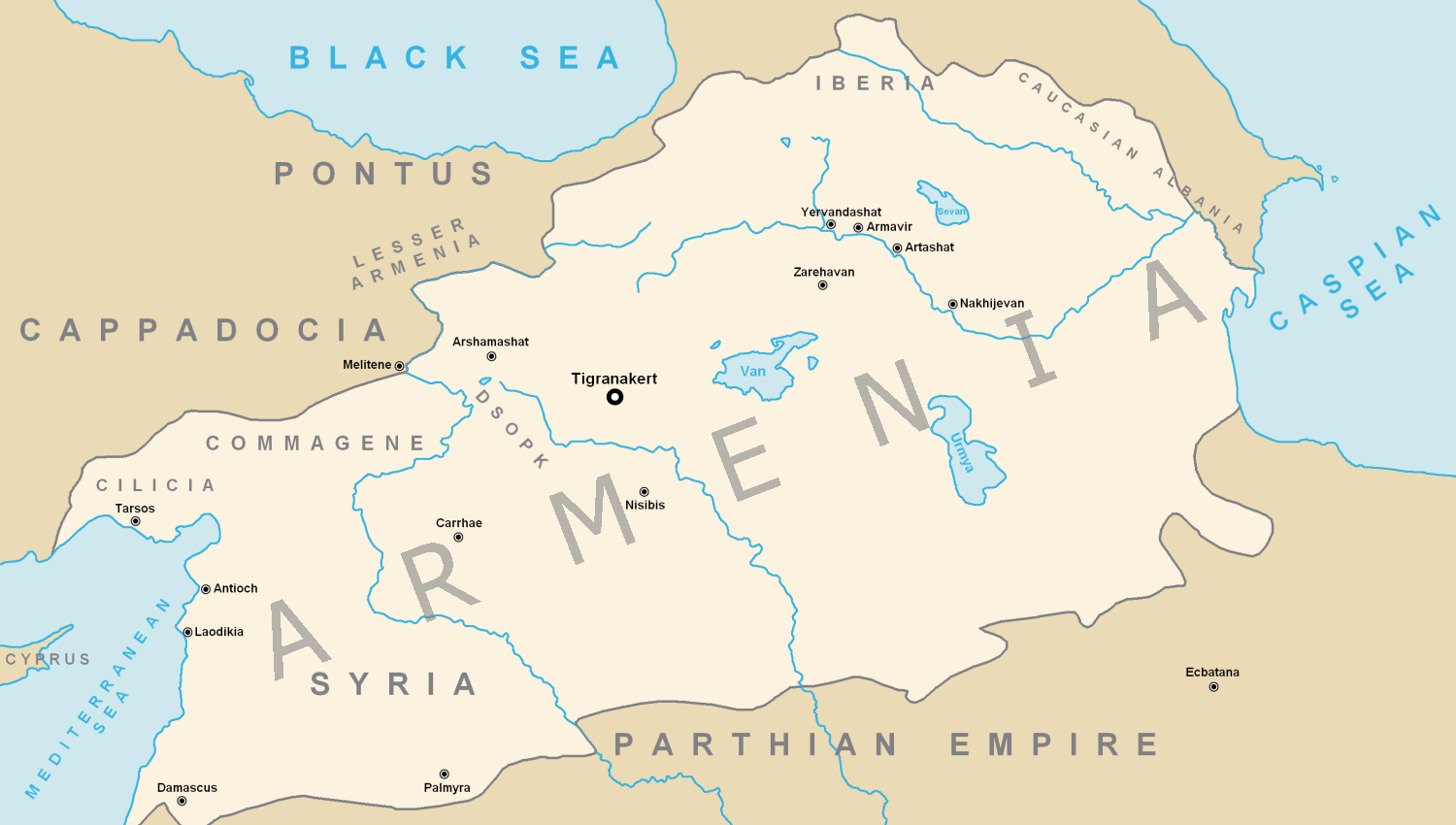
Tigranes II:s rike omkring 80 före Kristus

Tigran, som styrde från Tigranakert sommaren 69, skickade en kavalleristyrka på 2 000–3 000 man för att bromsa Lucullus snabba framryckning i Armenien, men denna tillintetgjordes av det romerska kavalleriet. 
Staden Tigranakert var kraftigt befäst och romarna hade inte möjlighet att inta den.
Enligt den romerska berättelsen var de armeniska styrkorna flera gånger större än de romerska, men angivna siffror bedöms vara kraftigt överdrivna. Samtidigt är det klart att romarna verkligen var kraftigt numerärt underlägsna. 
Lucullus kan ha disponerat tre legioner med sammanlagt omkring 12.000 legionärer samt omkring 4.000 beridna och fotsoldater från romerska provinser. Tigrans armé inkluderade några tusen katafrakter, ett tungt bepansrat kavalleri utrustat med lansar, spjut och pilbågar. Hur många fotsoldater som fanns är oklart.

## Slaget

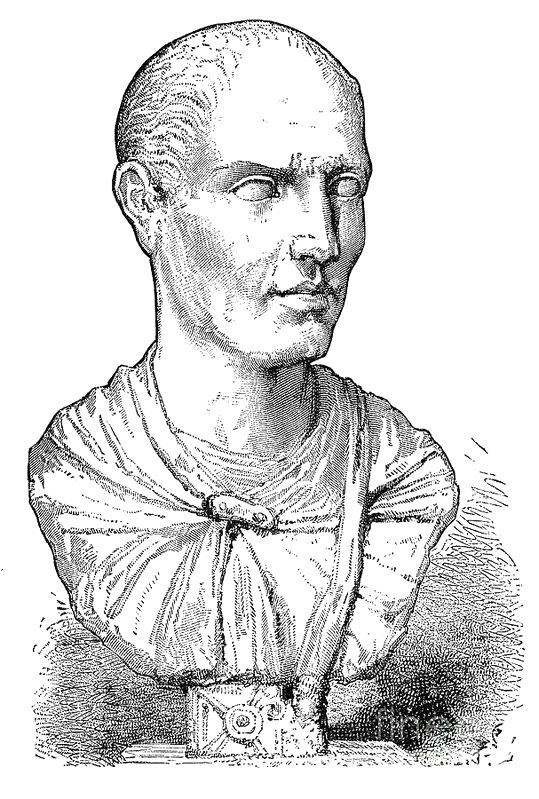
Lucius Licinius Lucullus, härförare för den romerska armén

De två arméerna mötte varandra vid floden Batman strax sydväst om Tigranakert. Tigrans armé stod på östra flodstranden och Lucullus, som avdelat 6.000 man för att fortsätta att belägra staden, stod på västra stranden. Tigranes ledde sin center med de beridna katafrakterna.
Lucullus avstod från att göra ett snabbt angrepp rakt på Tigrans kavalleri, utan gjorde i stället en avledningsattack rakt fram med sitt kavalleri, samtidigt med en omfattningsmanöver efter en vadning över floden för att angripa Tigrans högra flygel i ryggen och bakom, och över, en kulle. Luculles ledde själv denna manöver till fots. Lucullus anföll därefter nedför kullen mot katafrakterna, som överraskades och kom i oordning och flydde genom de egna leden fotsoldater. Tigranes II flydde och den armeniska armén upplöstes.

## Fortsättningen av kriget
Med den armeniska armén på flykt och staden utan försvar öppnade invånarna portarna, varefter romarna plundrade och brände staden.  
Trots Tigrans svåra förluster vid Tigranakert innebar inte slaget att kriget upphörde. Tigranes och Mithridates undkom de romerskk styrkorna och förlorade ytterligare en gång vid Slaget vid Artasjat. Därefter vägrade de romerska legionärerna att fortsätta, utan fick dras tillbaka efter sitt vinterläger i Armenien.